# Joubert Rock
Der Joubert Rock ist ein in bis auf rund 12,5 m Wassertiefe aufragender Unterwasserfelsen vor der Fallières-Küste des Grahamlands auf der Antarktischen Halbinsel. Er befindet sich in der Marguerite Bay 8 km südwestlich der Pod Rocks und 17,5 km westsüdwestlich der Millerand-Insel. 
Die hydrographische Einheit der Royal Navy kartierte ihn 1966 von Bord des Forschungsschiffs RRS John Biscoe. Namensgeber ist Arthur Bruce Douglas Joubert (* 1940), dritter Offizier des Schiffs und an der Kartierung beteiligt.